# Kornhäusel-Villa
Kornhäusel-Villa – podmiejski dom zbudowany po 1804 w Ottakring, wtedy przedmieściu Wiednia, obecnie w 16. dzielnicy. Autorem projektu był Joseph Kornhäusel, właścicielem Josef Edler von Jenamy, dom nazywał się Landvilla „Jenamy”.